# Kupitzklamm
Die Kupitzklamm ist eine enge, etwa 600 Meter lange Schlucht (Klamm) 4 km südöstlich vom Hauptplatz von Bad Eisenkappel in Kärnten. Die Klamm ist von Eisenkappel-Vellach über das Remschnigtal erreichbar (Gemeindestraße und Kneipp-Wanderweg zum Gasthof Kupitz). Knapp unter dem Gasthof mündet auch der „Tomaschitzbach“, der über Jahrmillionen die Schluchtenlandschaft geformt hat, in den „Remschenigbach“.

## Überblick

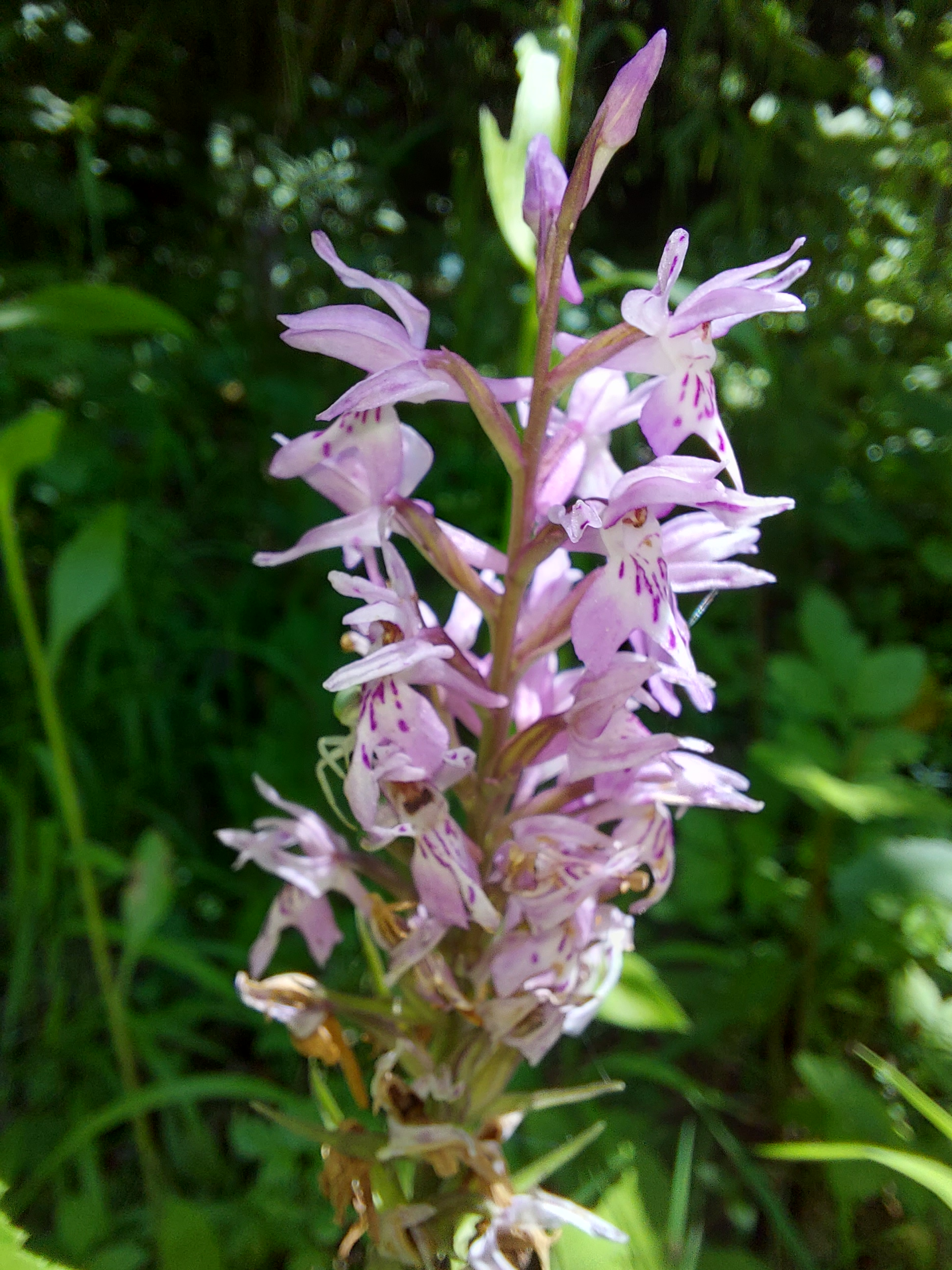
Geflecktes Knabenkraut (Dactylorhiza maculata)

Die Kupitzklamm ist ein schluchtartiger Einschnitt in den Vorbergen der Olševa (Uschowa). Sie liegt wie die Trögerner Klamm auf einer Höhe von ca. 700 m. Die Begehbarkeit der Klamm wird mit Unterstützung des Besitzers und Betreibers des Gasthofes Kupitz, des Landes Kärnten und der Europäischen Gemeinschaft gewährleistet. 
Durch die Klamm verlaufen mit sanfter Steigung über Holzstege und Brücken der Panoramaweg Südalpen und der Weg Nummer 611. Sie führen anschließend weiter bis zum Heiligengeistsattel und nach Slowenien. Gefasste Quellzuflüsse und Bänke am Wegesrand der Klamm laden zum Kraft schöpfen und Verweilen ein. 
Die idyllische Schluchtenlandschaft verdankt ihren Reiz dem Wechselspiel zwischen Licht und Schatten und dem Kontrast zwischen dem Wildbach und den trockenen Felswänden, die zusammen den Lebensraum für Flora und Fauna prägen.

## Geologie
Der Remschenig-Graben ist Teil der großen Periadriatischen Naht, einer Verwerfung, die in diesem Bereich die Nordkarawanken von den Südkarawanken trennt. Durch die Auffaltung der Alpen gelangten nördlich des Gasthofes Kupitz Altkristallin  und Karawanken-Granitpluton, südlich das biogene Sediment Dolomit an die Oberfläche. 
In der Kupitzklamm durchschneidet der Tomaschitzbach den Dolomit des Anisiums, der sich im Erdmittelalter, in mariner Umgebung während der mittleren Trias vor ca. 245 Mio. Jahren bildete.
Im Bachbett des Tomaschitzbachs finden sich zahlreiche Gerölle des Grödner Sandsteins sowie einzelne Exemplare der Tarviser Brekzie, die beide dem Perm entstammen.

## Flora und Fauna
Der Lebensraum Klamm bietet eine Fülle von verschiedenen Standorten auf kleinstem Raum, entsprechend vielfältig gestalten sich Flora und Fauna. Bemerkenswert sind insbesondere
- die Alpen-Aurikel (Primula auricula)
- die Zwergalpenrose (Rhodothamnus chamaecistus)
- das Alpen-Fettkraut (Pinguicula alpina)

sowie
- die Fässchenschnecke Orcula tolminensis, eine einheimische Art (Endemit)[7]
- und die nach der Kupitzklamm benannte Unterart der Zwerghornschnecke Zospeum alpestre kupitzense.

## Galerie

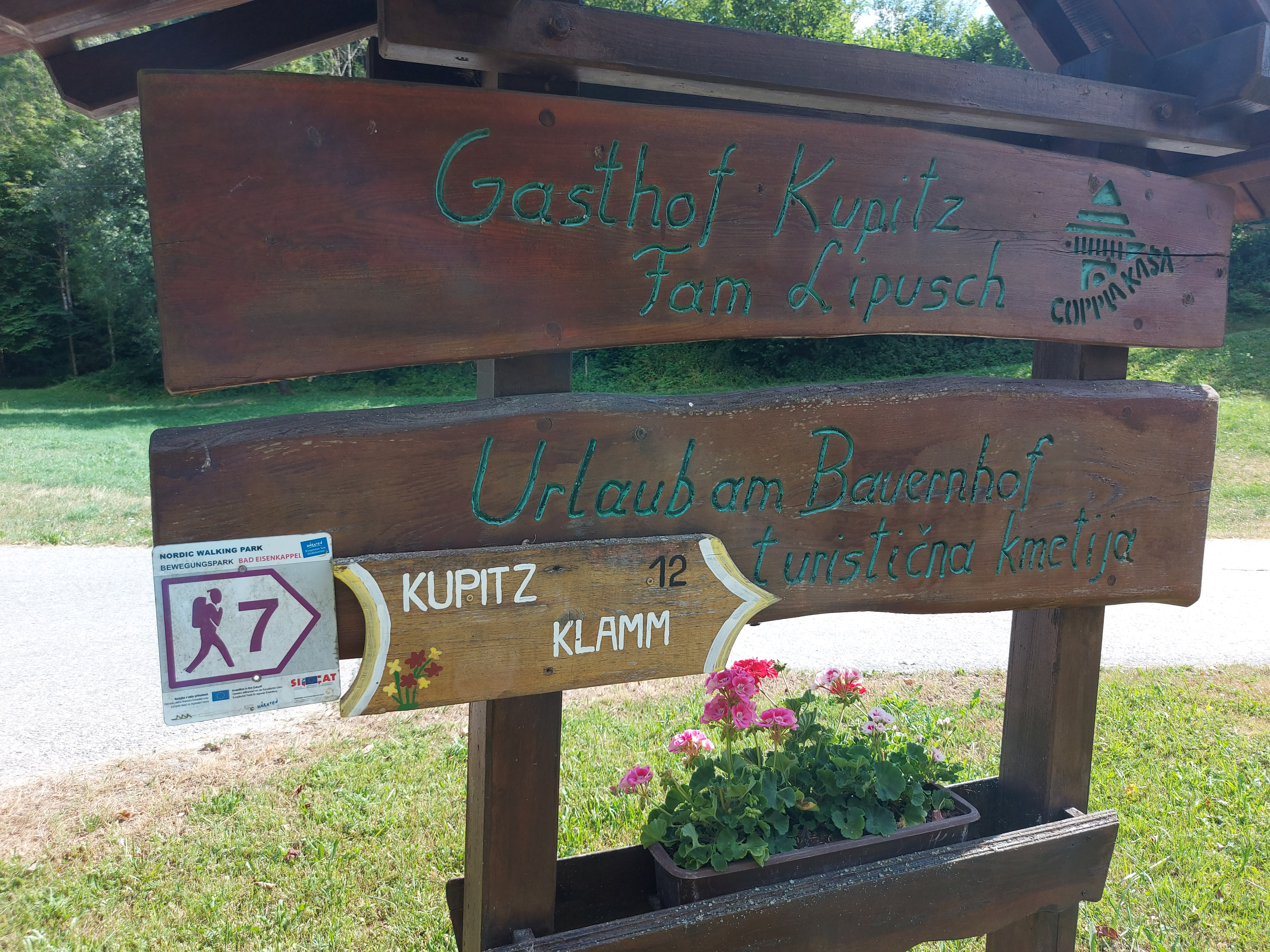
Wegweiser zur Kupitzklamm im Remschnigtal
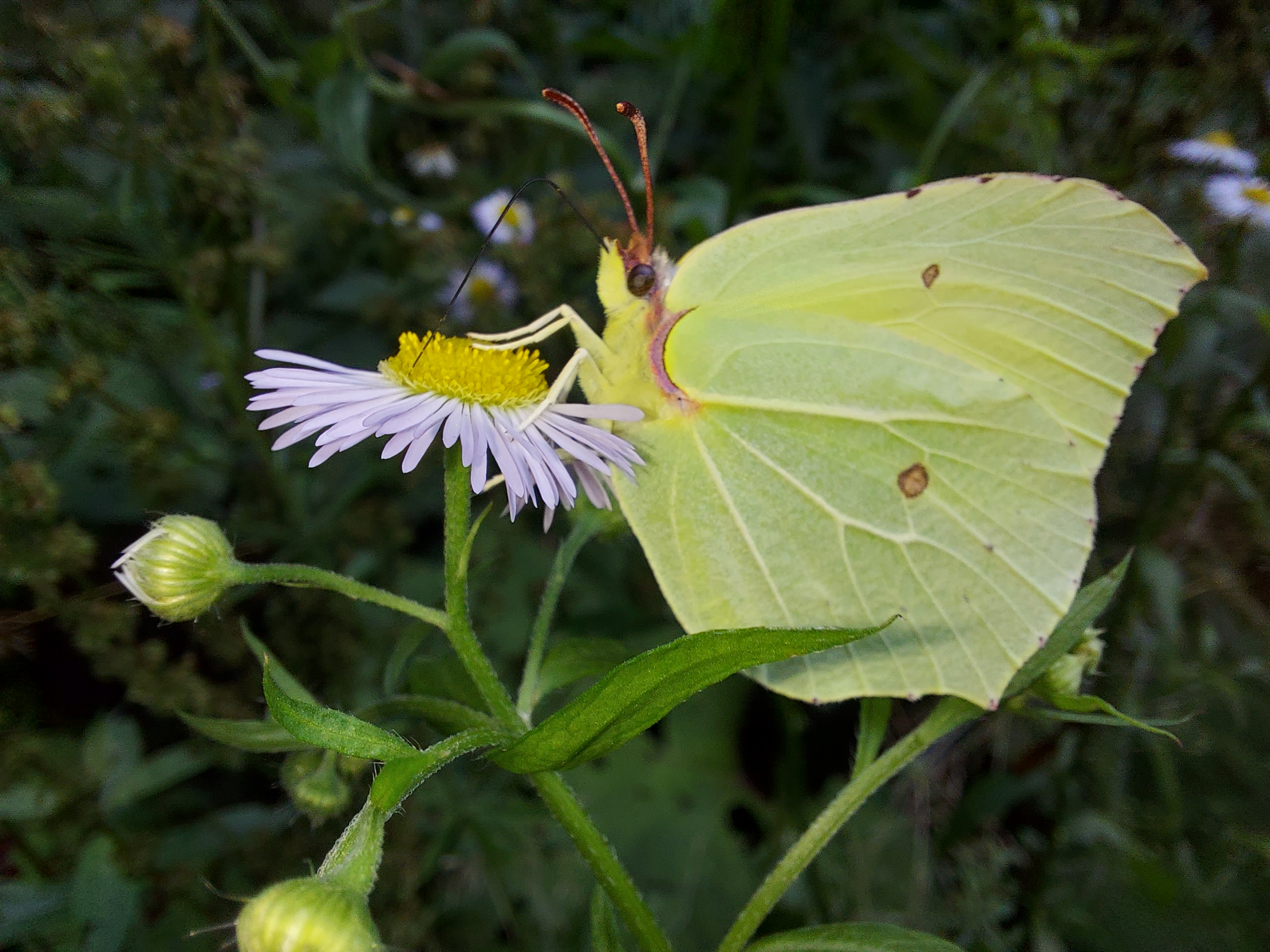
Zitronenfalter (Gonepteryx rhamni)
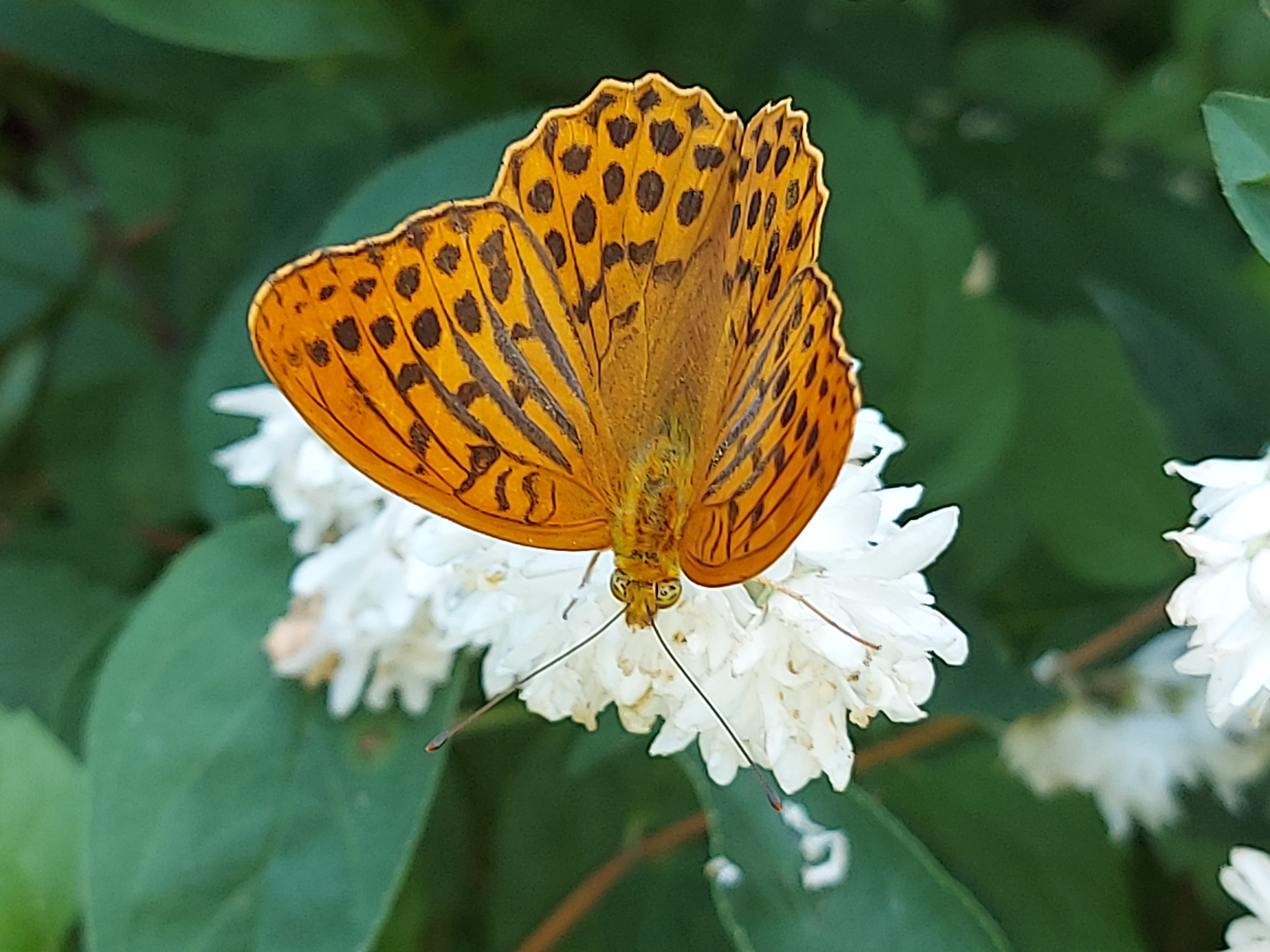
Kaisermantel (Argynnis paphia)
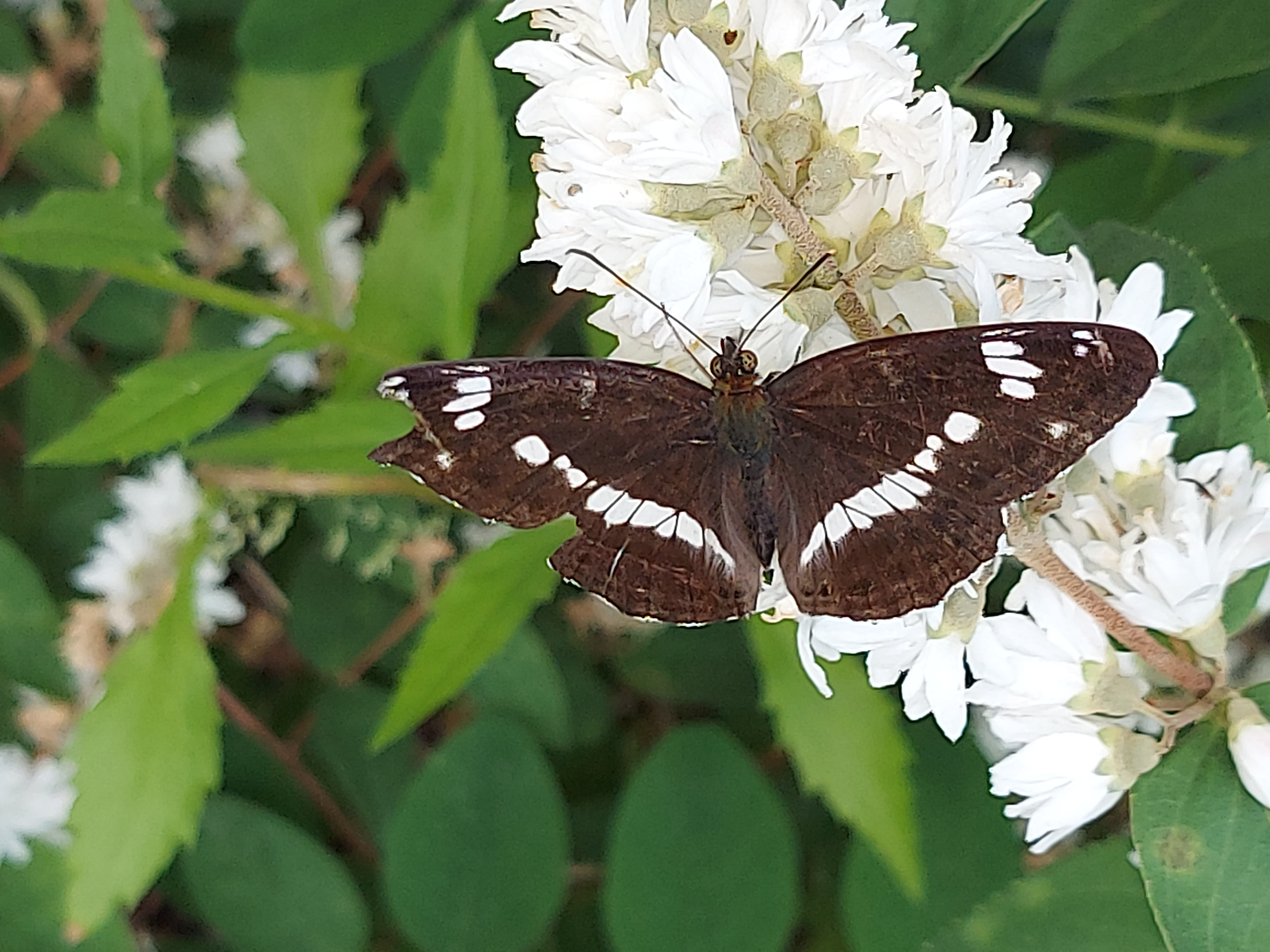
Kleiner Eisvogel (Limenitis camilla)
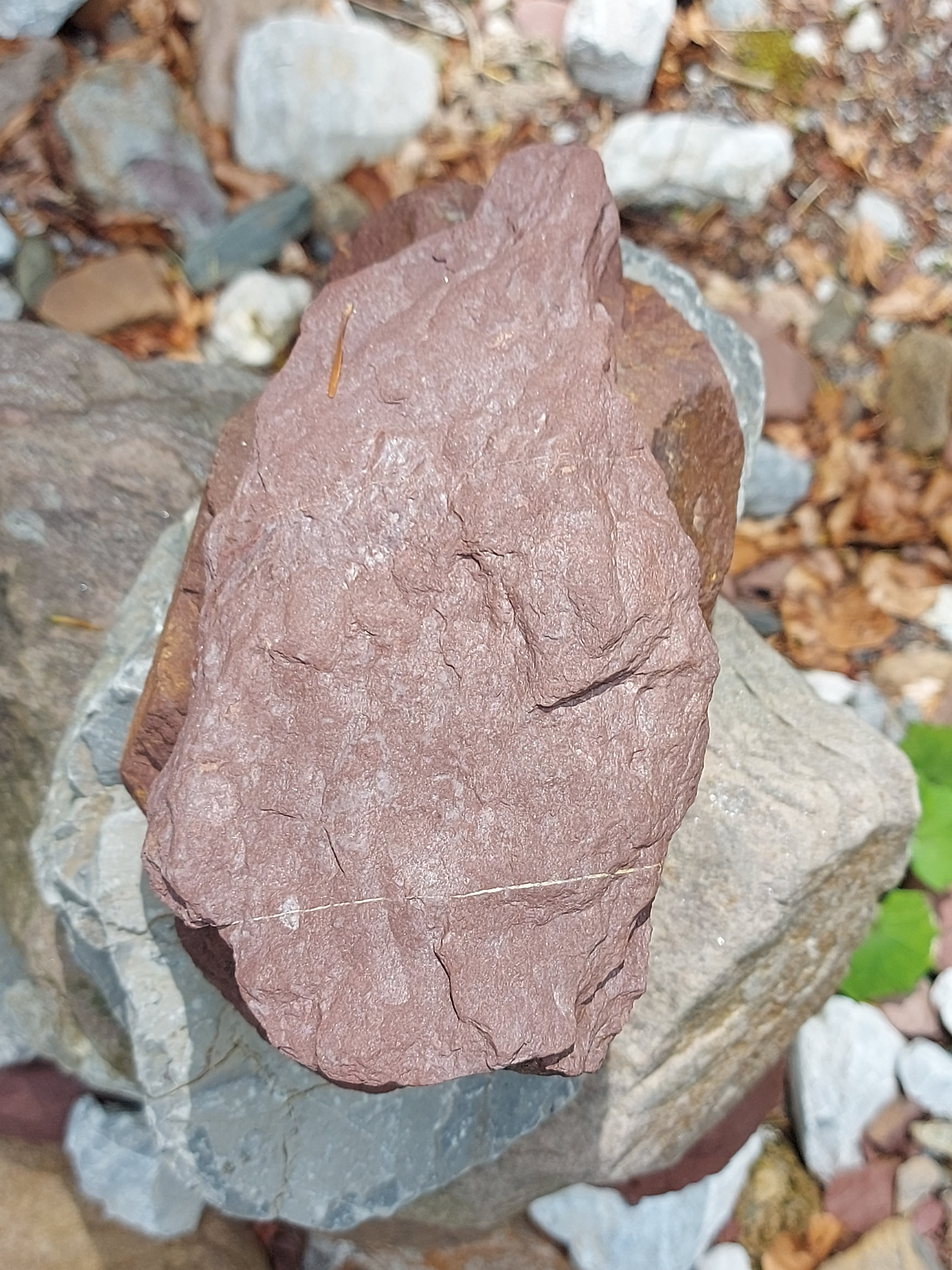
Grödner Sandstein
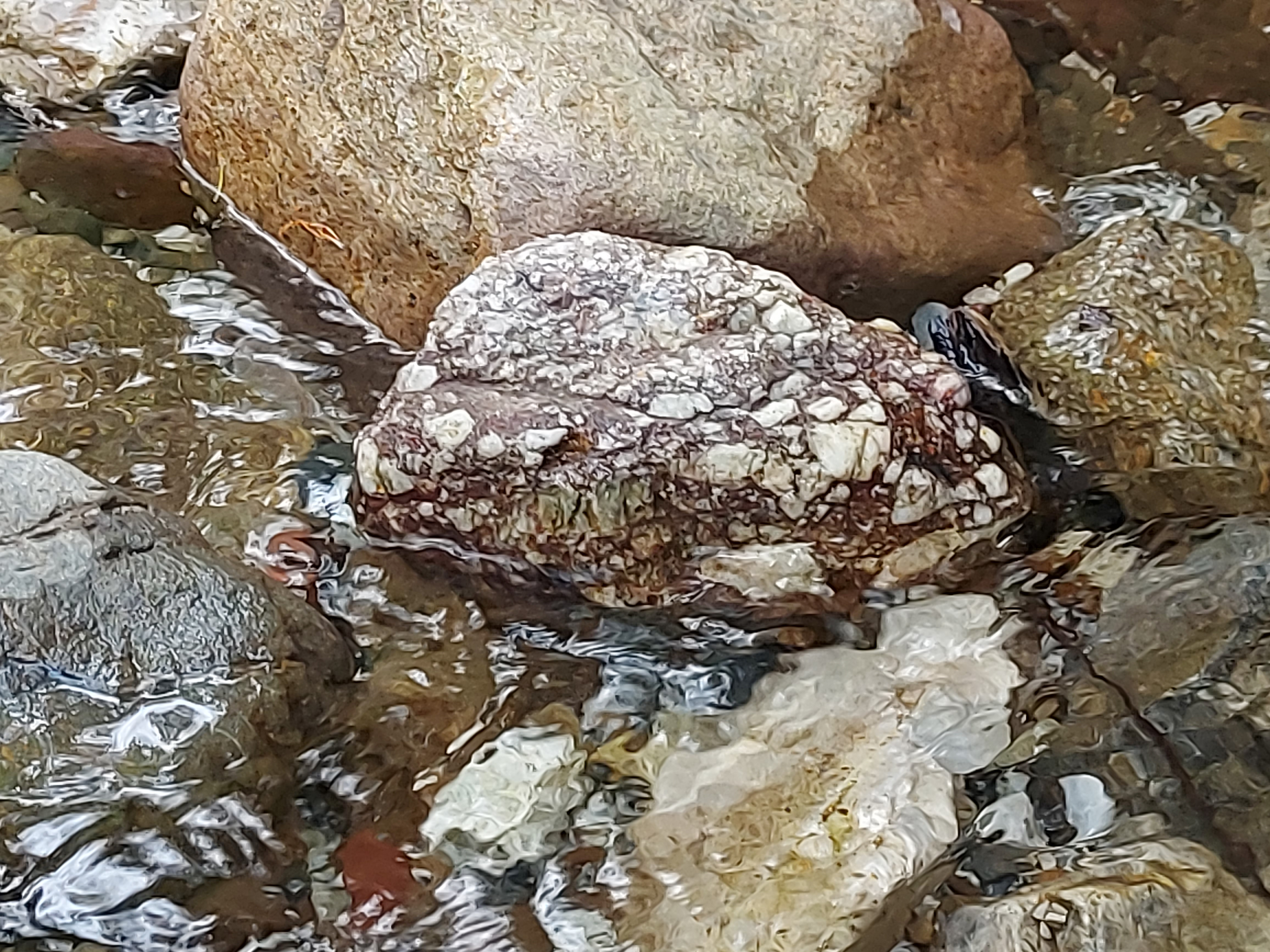
Tarviser Brekzie
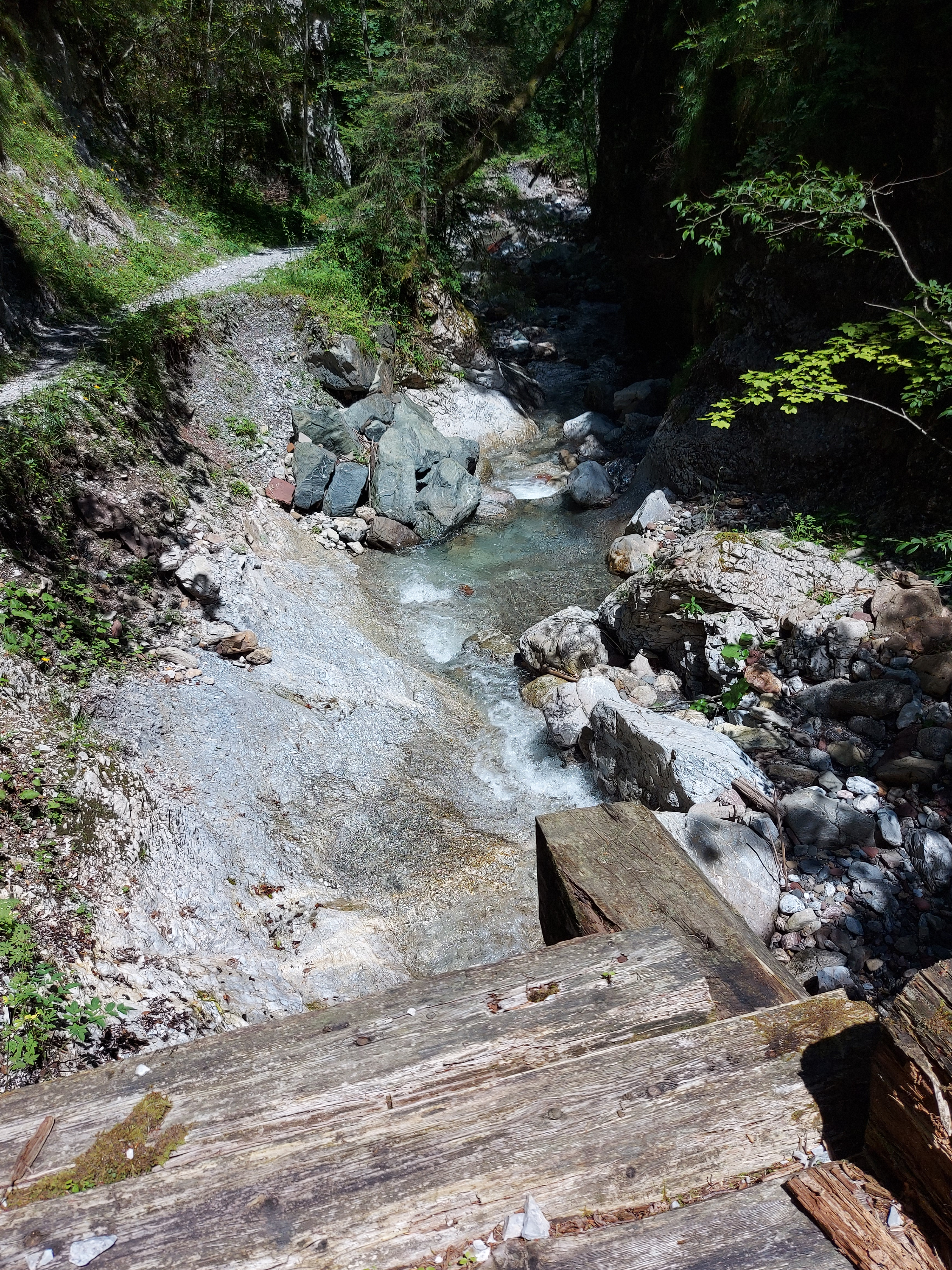
Tiefblick vom Holzsteg auf den Tomaschitzbach
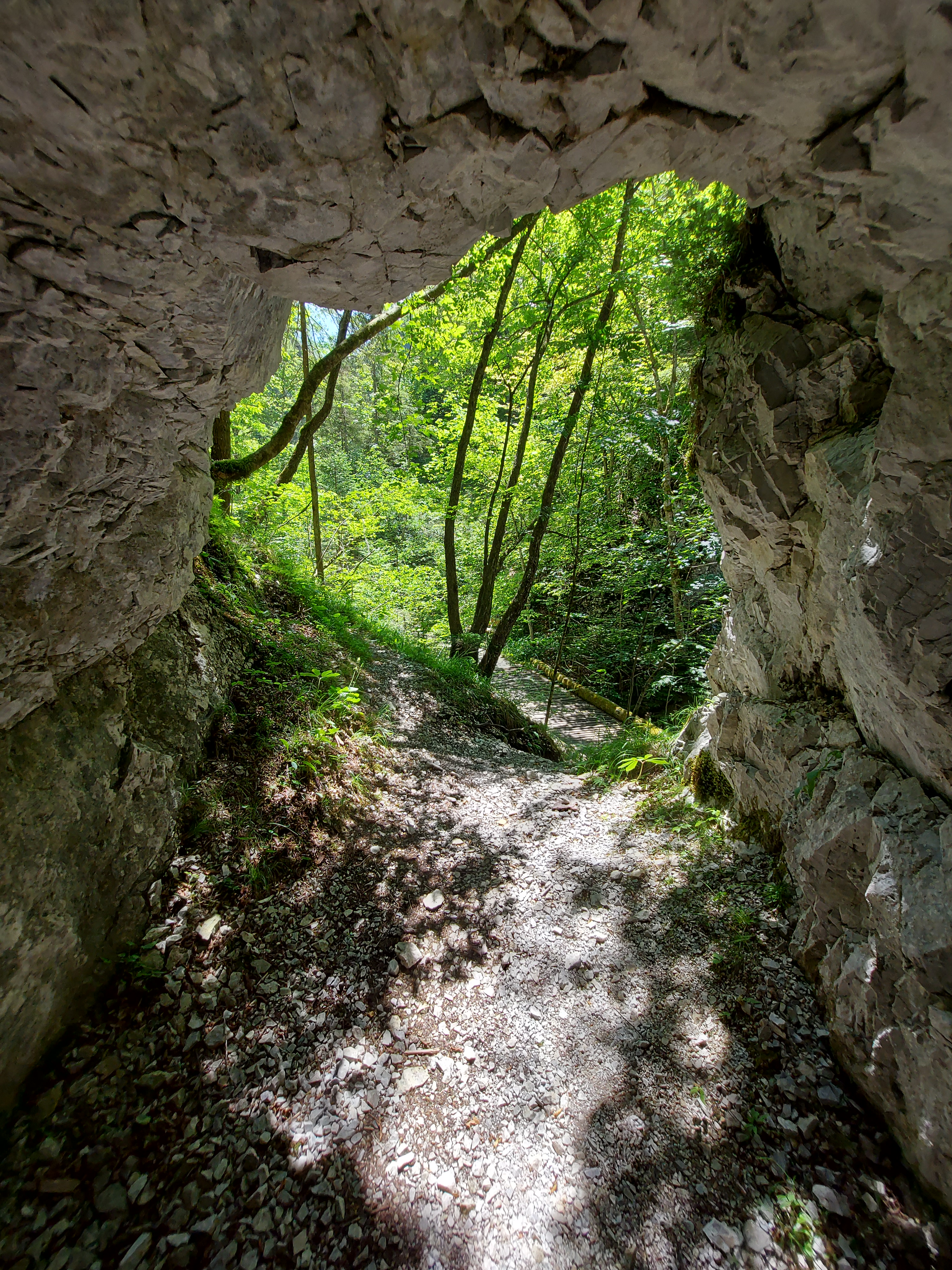
Eingang der Fensterhöhle
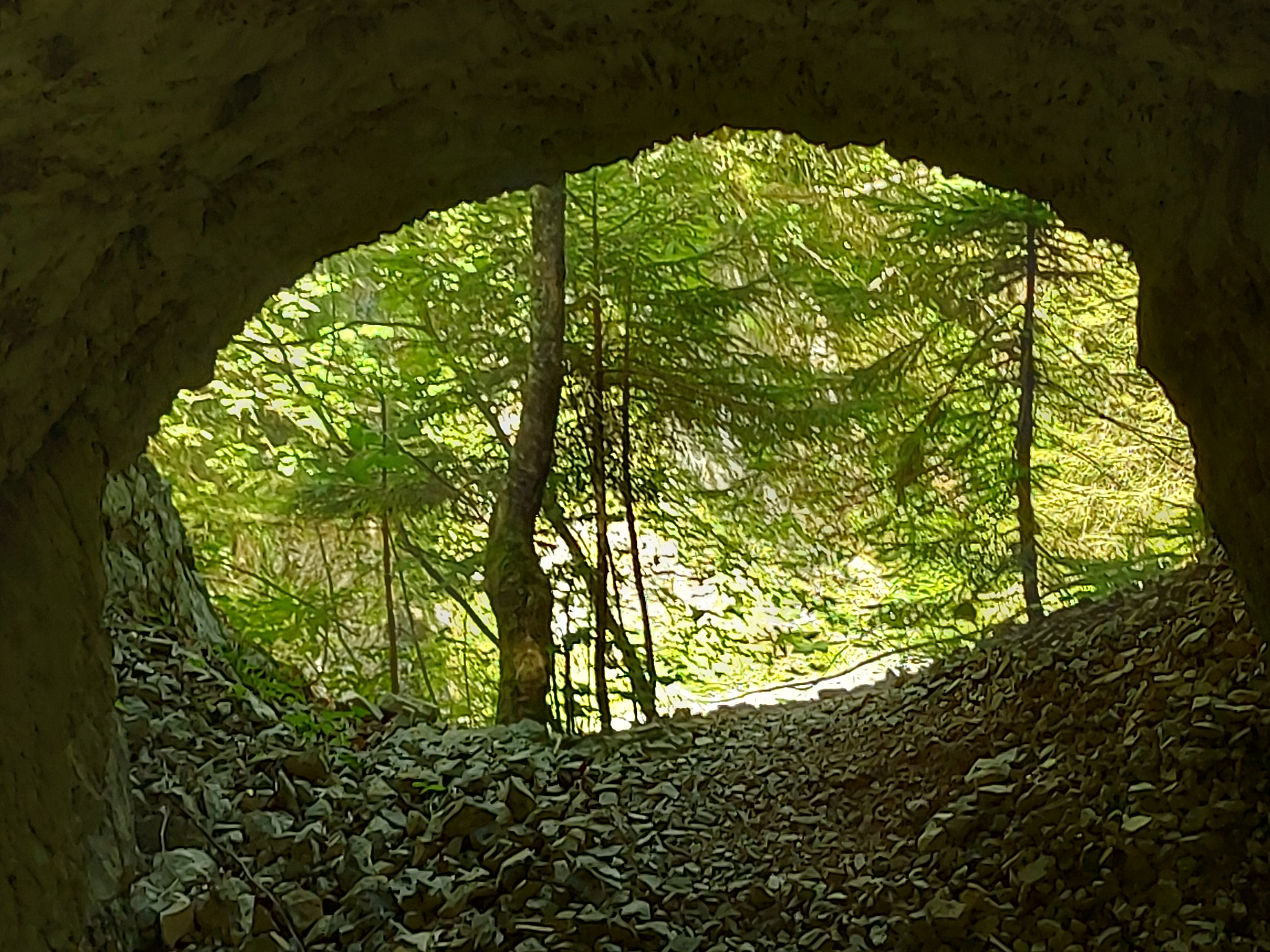
Blick aus der Fensterhöhle
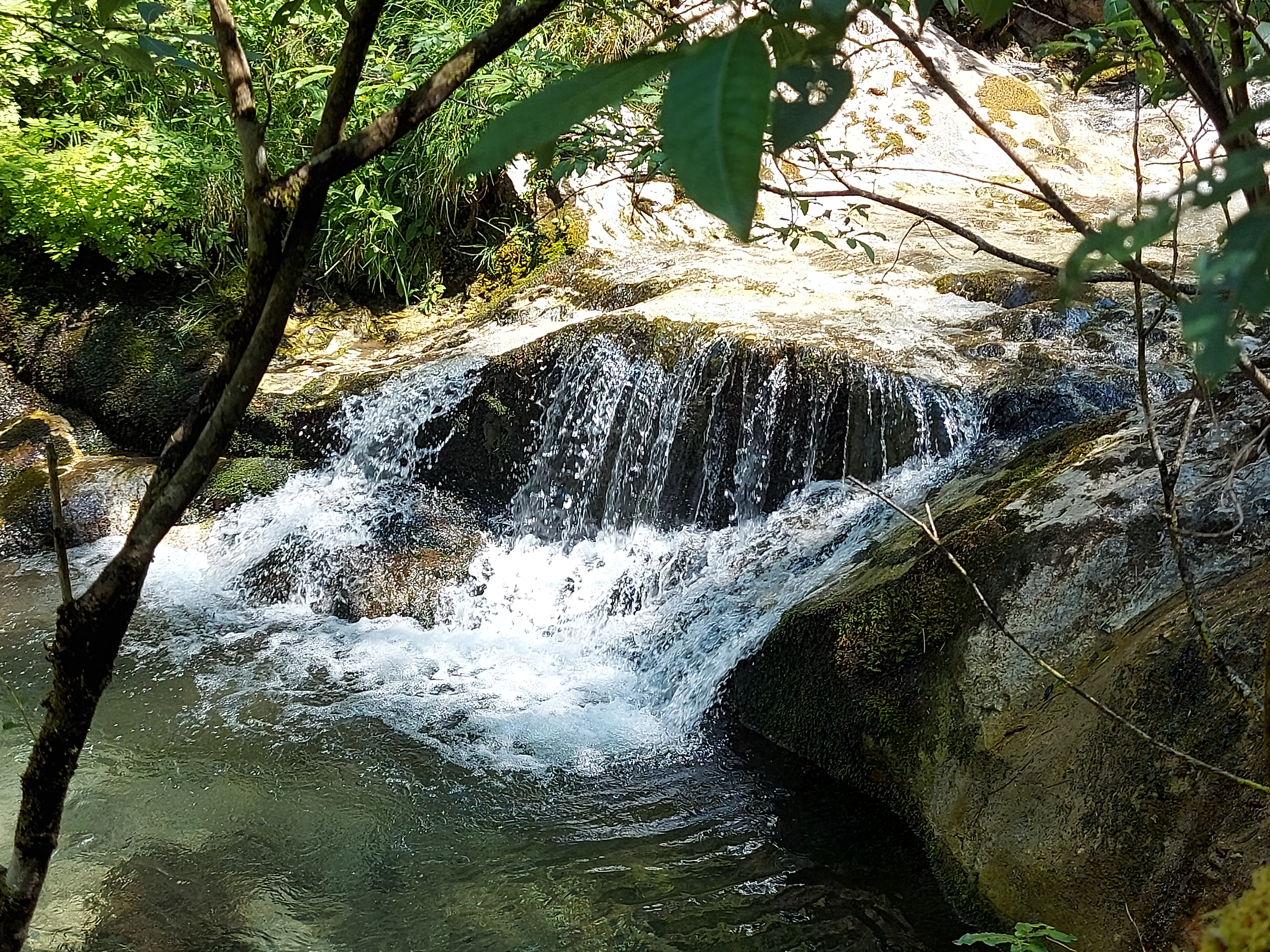
Stufe im Tomaschitzbach
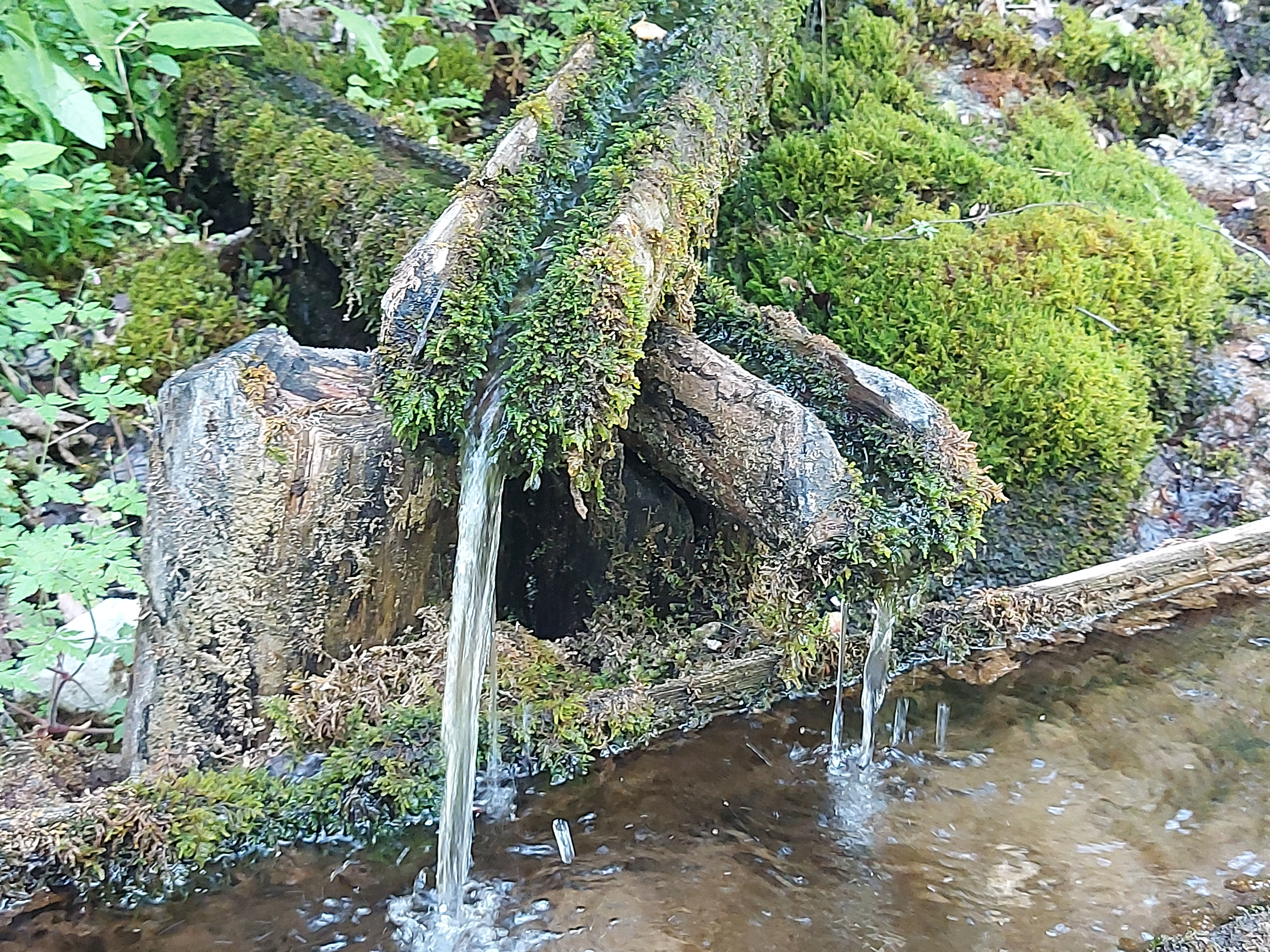
Rinnenbrunnen
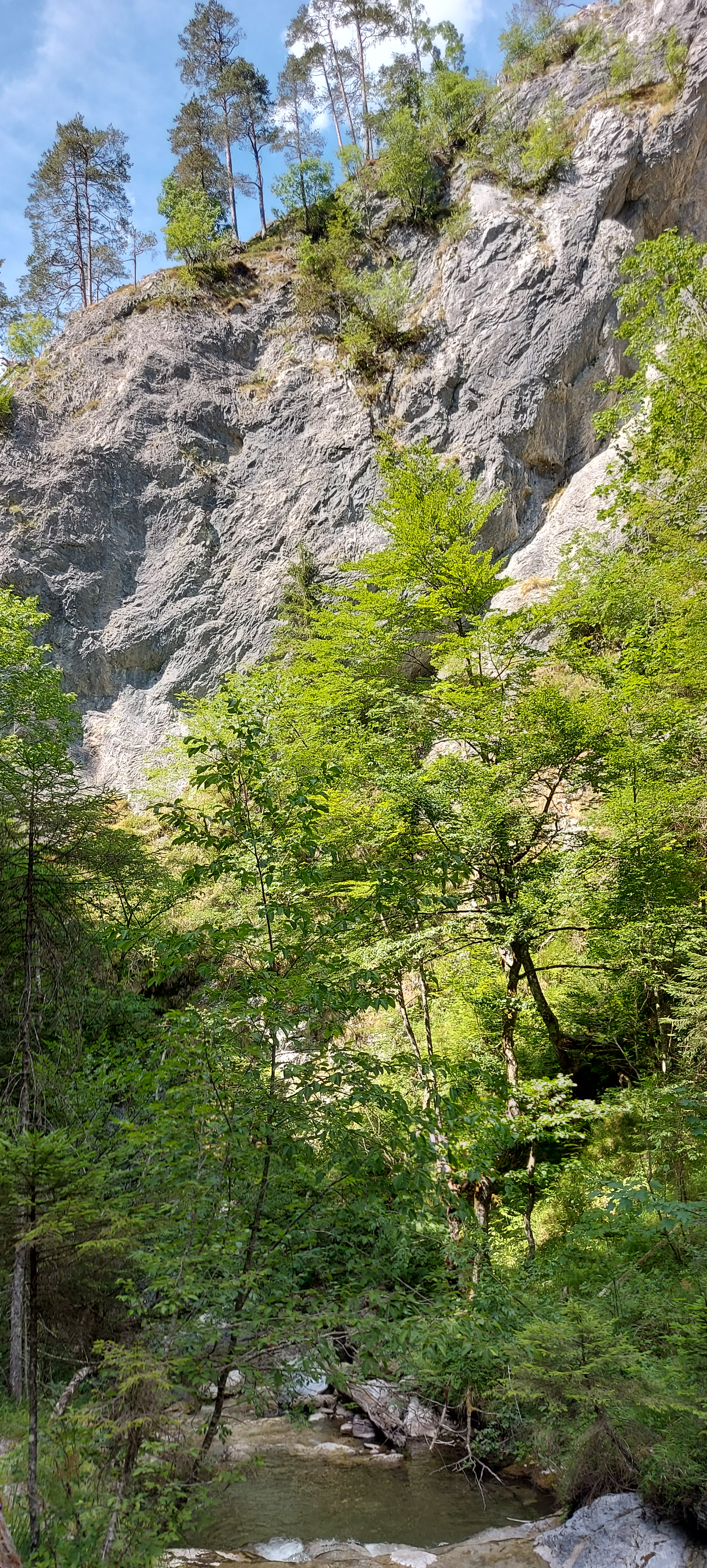
Felsen über der Klamm
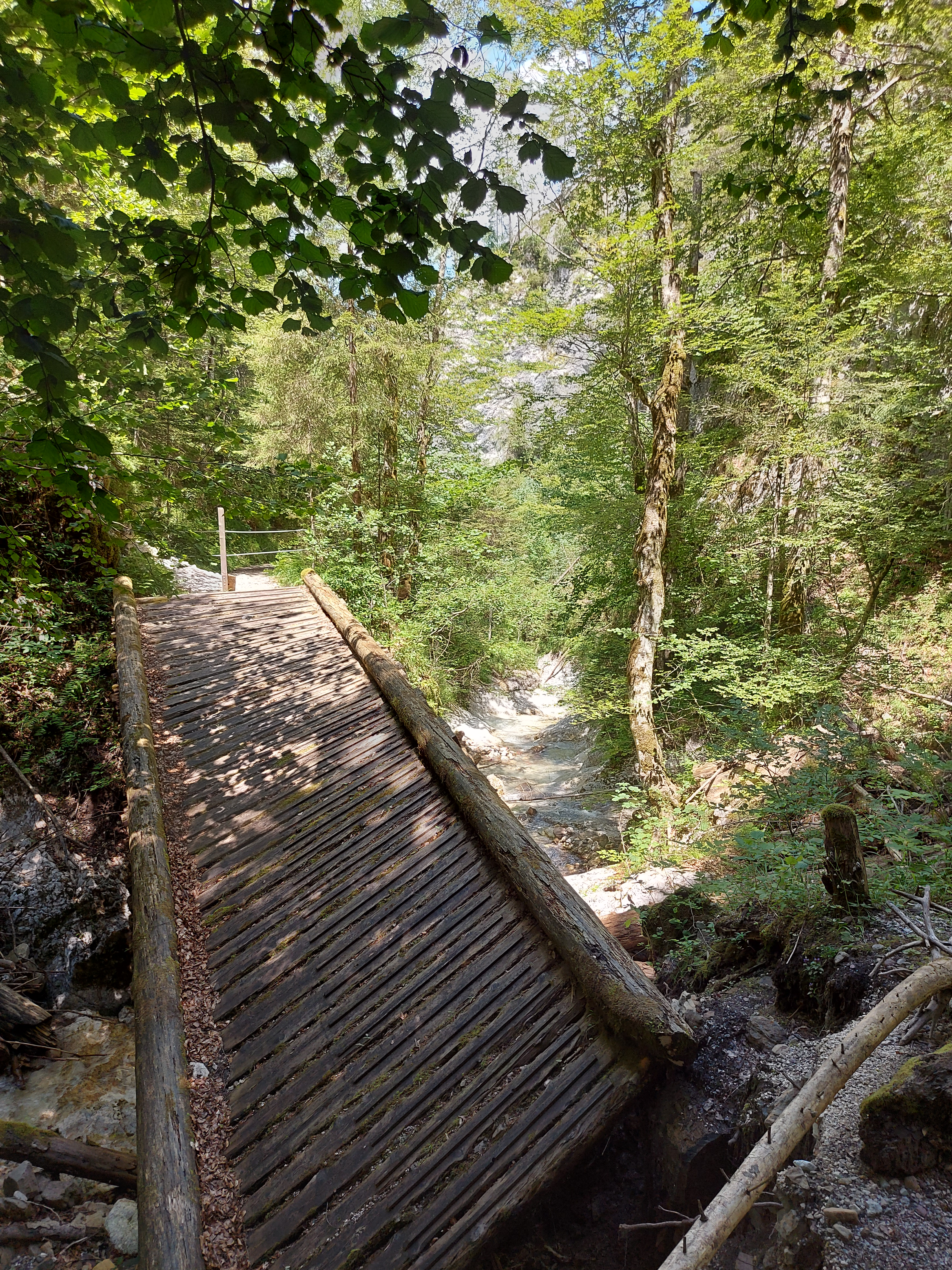
Unterspülte Brücke am Klammende
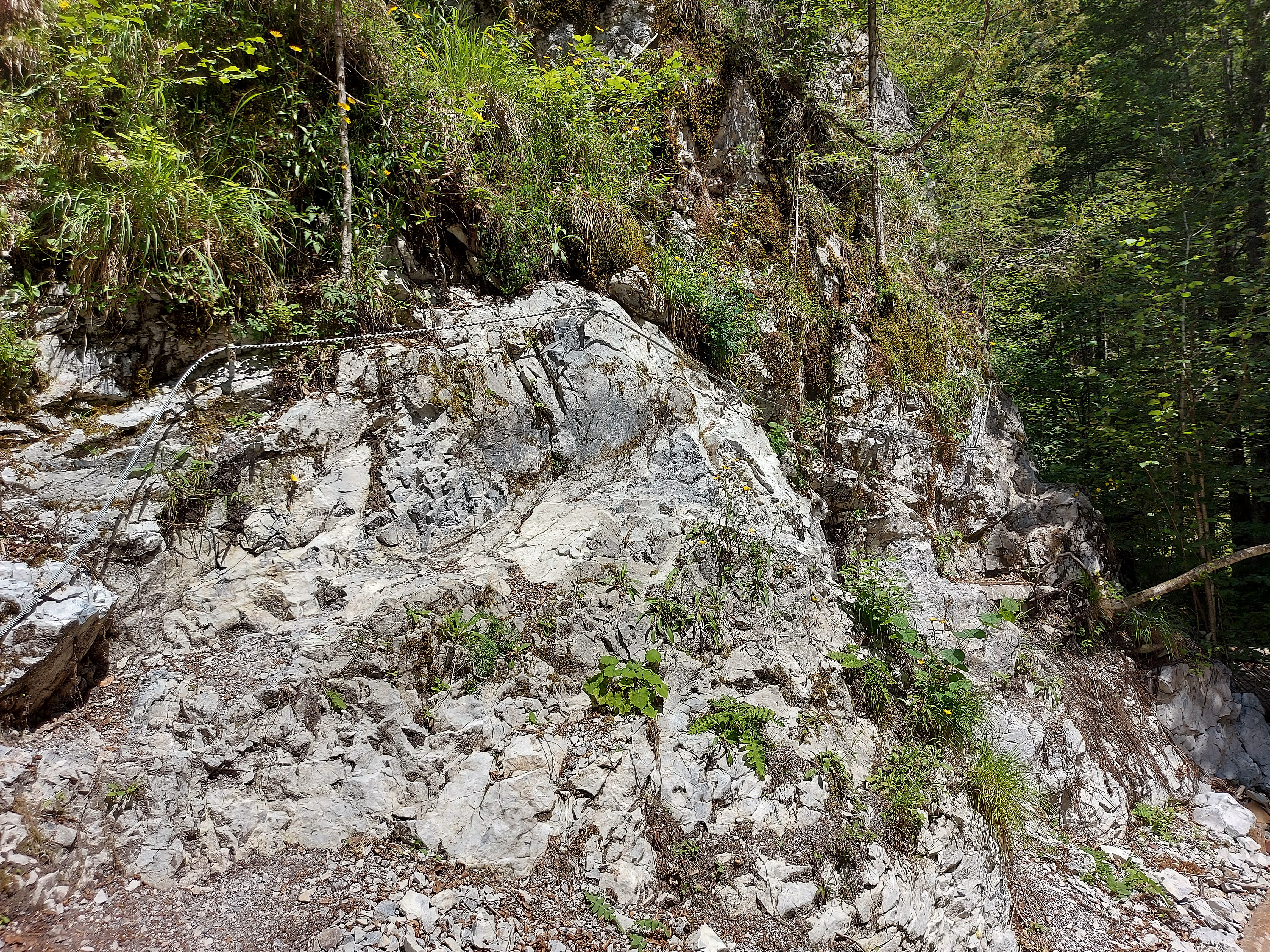
Umgehung der Brücke über Drahtseilpassage